# Kaarma-Kirikuküla
Kaarma-Kirikuküla (‘Kaarma-kerkdorp’) is een plaats in de Estlandse gemeente Saaremaa, provincie Saaremaa. De plaats heeft de status van dorp (Estisch: küla).
Tot in december 2014 behoorde Kaarma-Kirikuküla tot de gemeente Kaarma, tot in oktober 2017 tot de gemeente Lääne-Saare en sindsdien tot de fusiegemeente Saaremaa.

## Bevolking
Het dorp had 18 inwoners op 31 december 2011 en 24 inwoners op 31 december 2021.

## Geschiedenis
Bij Kaarma-Kirikuküla zijn de resten van een vroegmiddeleeuwse burcht gevonden, de Kaarma maalinn.
In de tweede helft van de 13e eeuw kreeg Kaarma-Kirikuküla een weerkerk, de kerk van Petrus en Paulus, doorgaans ‘kerk van Kaarma’ genoemd. De kerk is later een aantal malen verbouwd; de torenspits dateert uit de 15e eeuw. In de kerk worden enkele oudheden bewaard: een doopvont uit de 13e eeuw, een houten beeld van Simon van Cyrene uit de 15e eeuw en de preekstoel uit 1645. Een paar voorwerpen, zoals het altaarstuk, zijn verhuisd naar het Saaremaa Museum.
Het kerkhof ligt ca. 1 km van de kerk verwijderd en is aangelegd in 1820. Een van de bezienswaardigheden is het familiegraf van de Duits-Baltische familie von Nolcken.
In de 16e eeuw ontstond een landgoed Kaarma (Duits: Karmelhof). Het was lange tijd in handen van de familie von Güldenstubbe. Het landhuis, dat in het dorp Asuküla staat, is sinds de Tweede Wereldoorlog een ruïne.
Kaarma-Kirikuküla ontstond rond 1900 bij de kerk als nederzetting op het landgoed van Kaarma, oorspronkelijk onder de Russische naam Керго (Kergo), na 1923 als Kiriku. In 1997 kwam de naam Kirikuküla in gebruik. In 2014 werd de gemeente Lääne-Saare gevormd. Bij Kärla, dat ook bij de gemeente kwam, lag ook een dorp Kirikuküla. Daarom kreeg Kirikuküla bij Kaarma de naam Kaarma-Kirikuküla en Kirikuküla bij Kärla de naam Kärla-Kirikuküla.

## Foto's

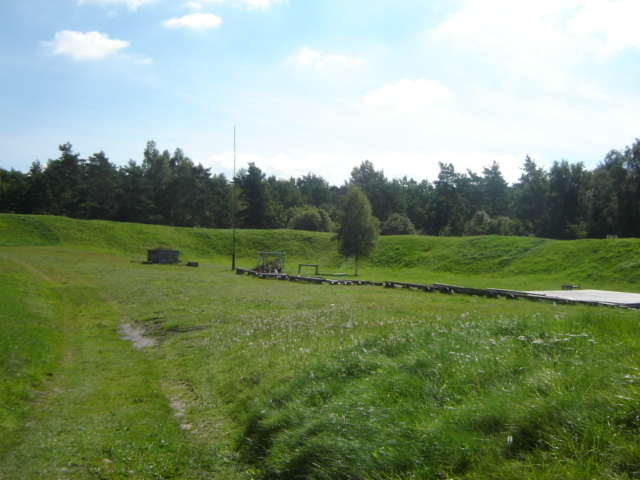
Resten van een burcht
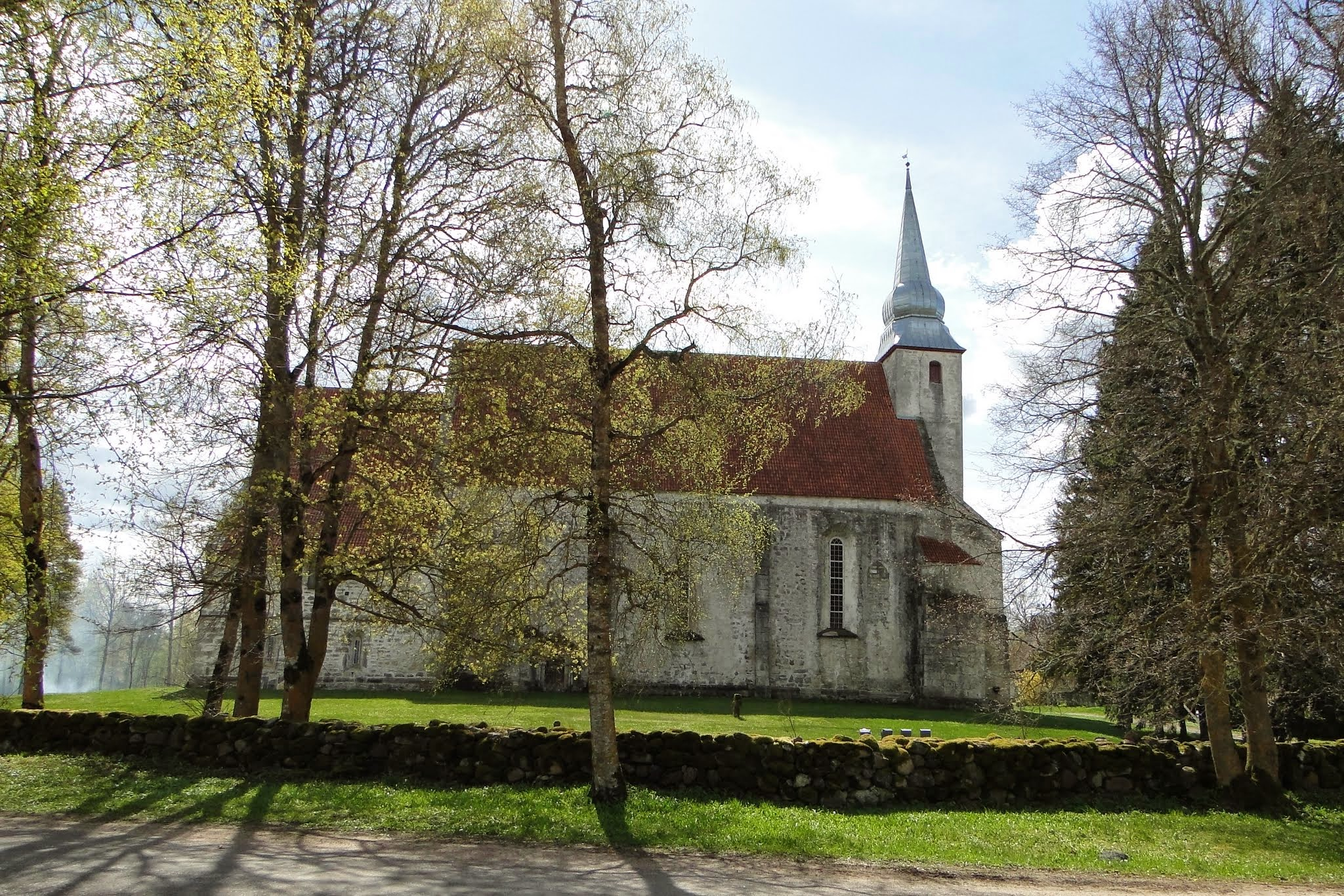
De kerk
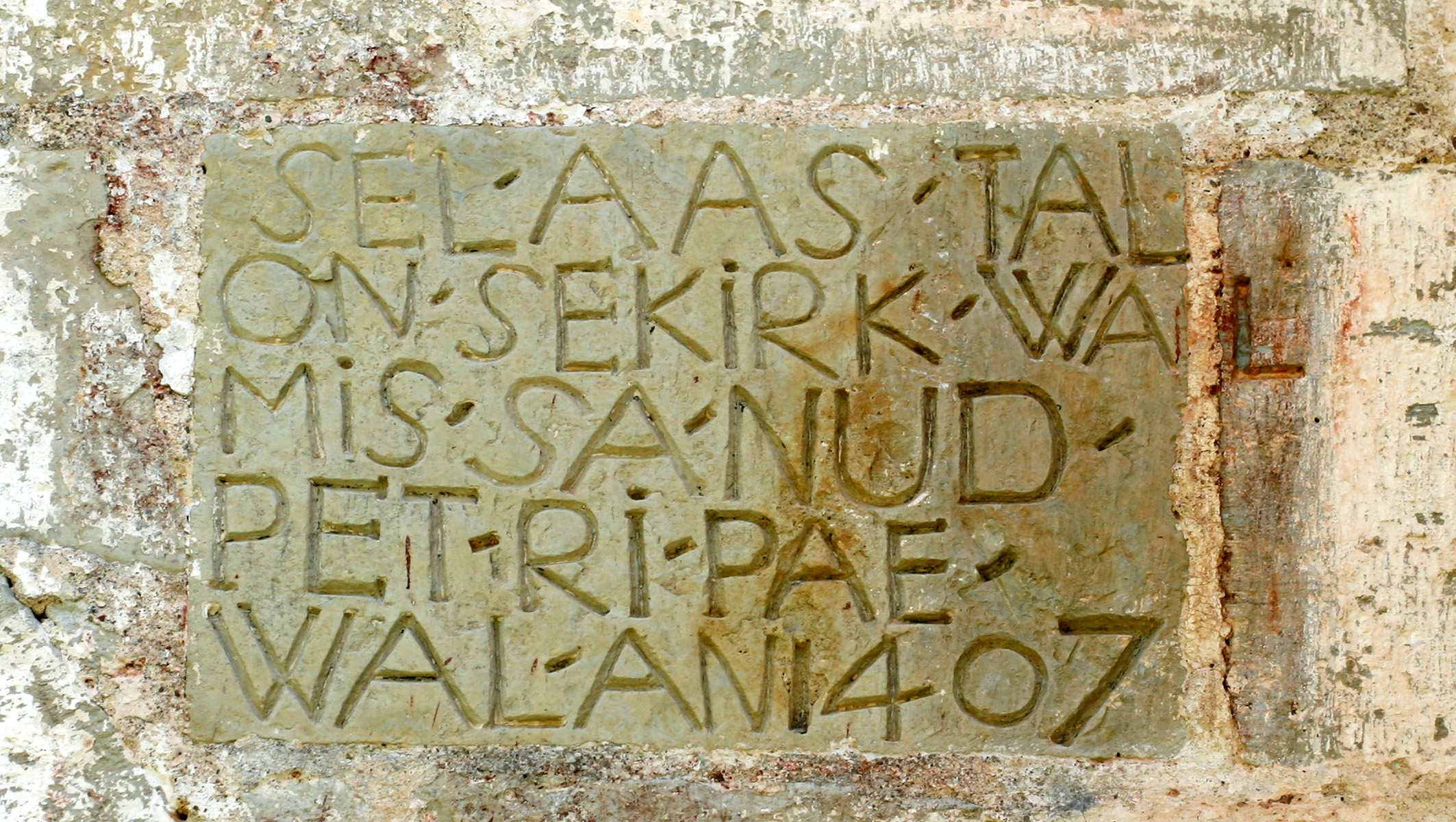
Estische inscriptie in het hoofdportaal
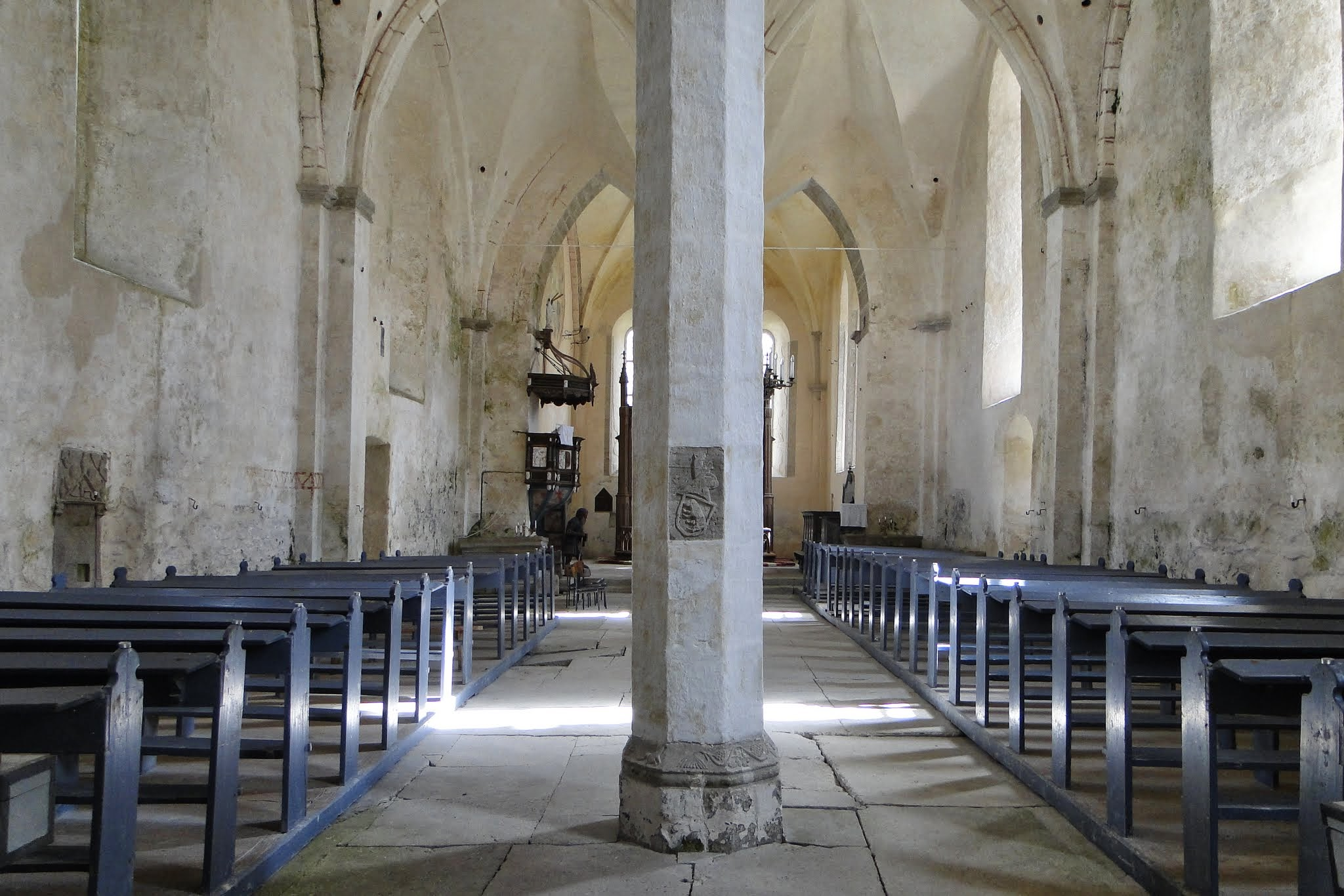
Interieur
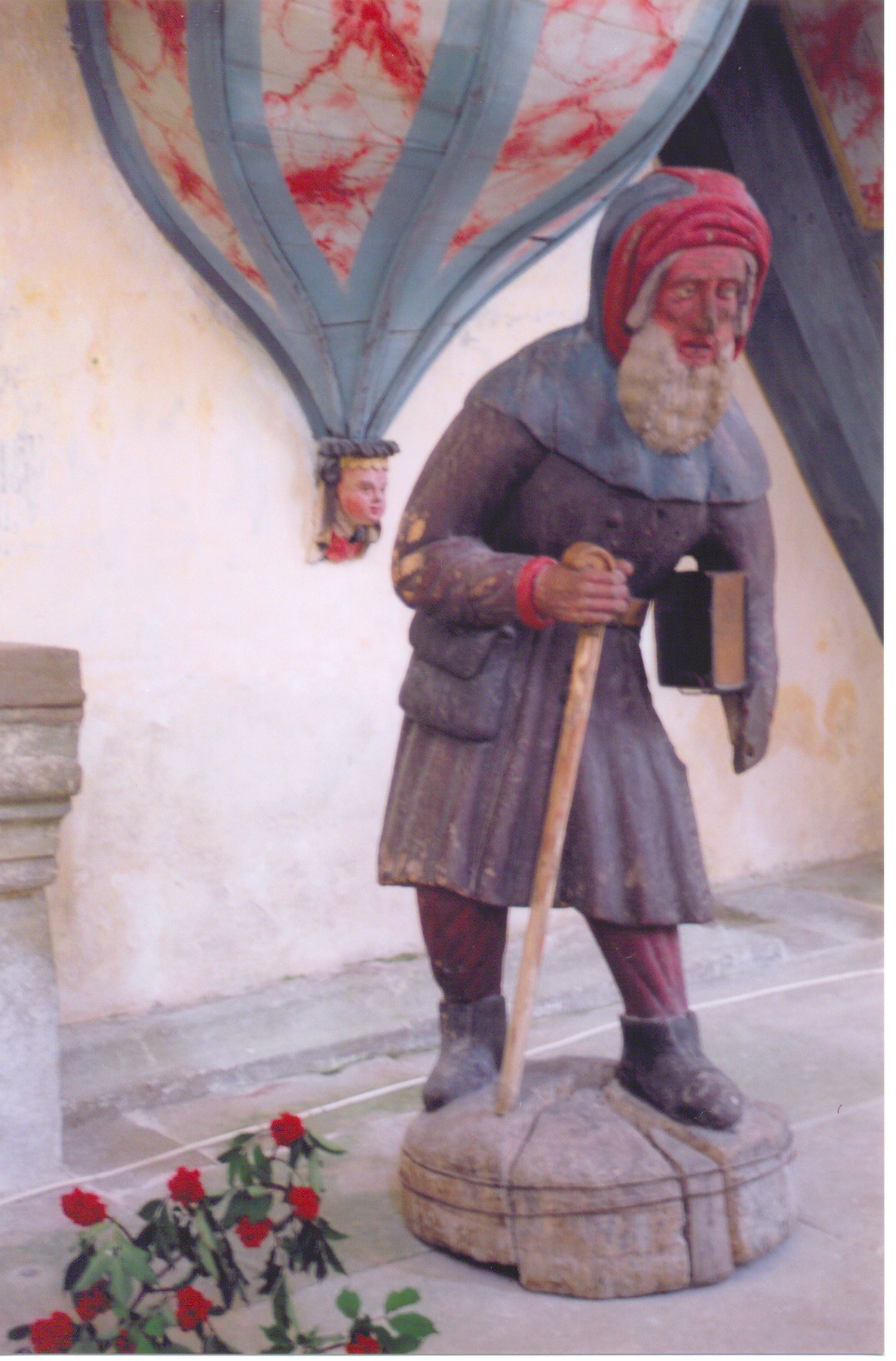
Houten beeld van Simon van Cyrene
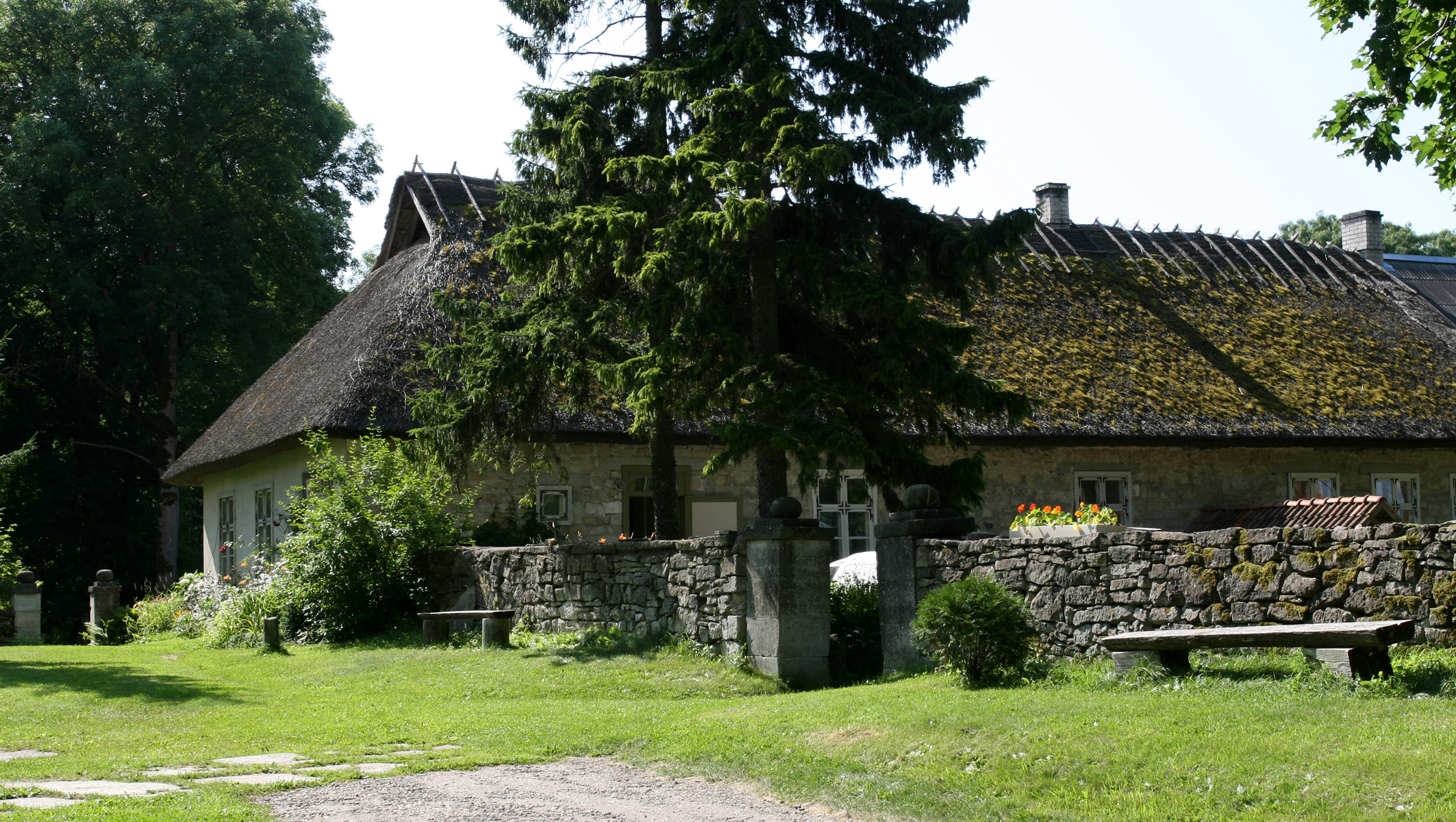
Pastorie
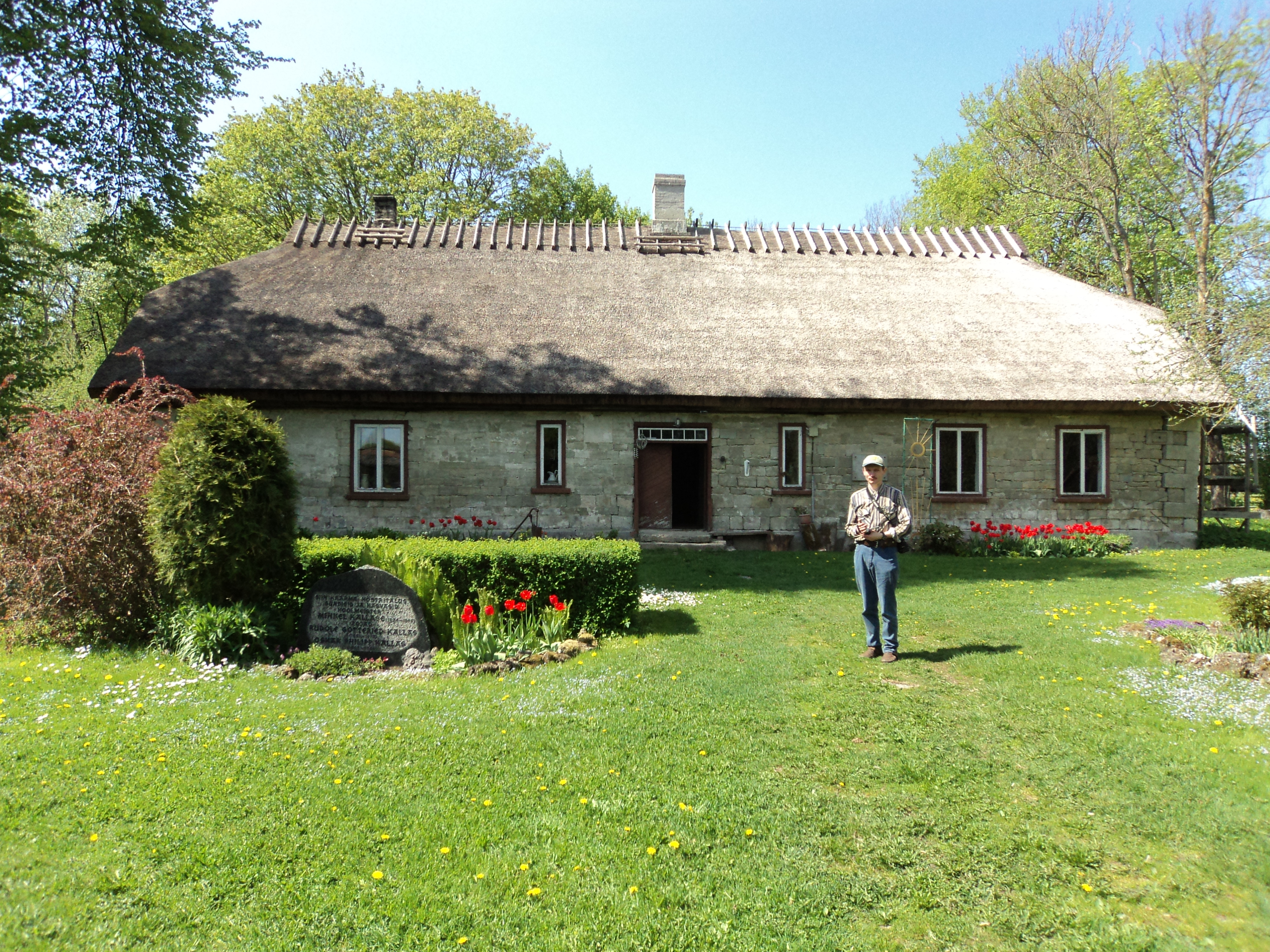
School
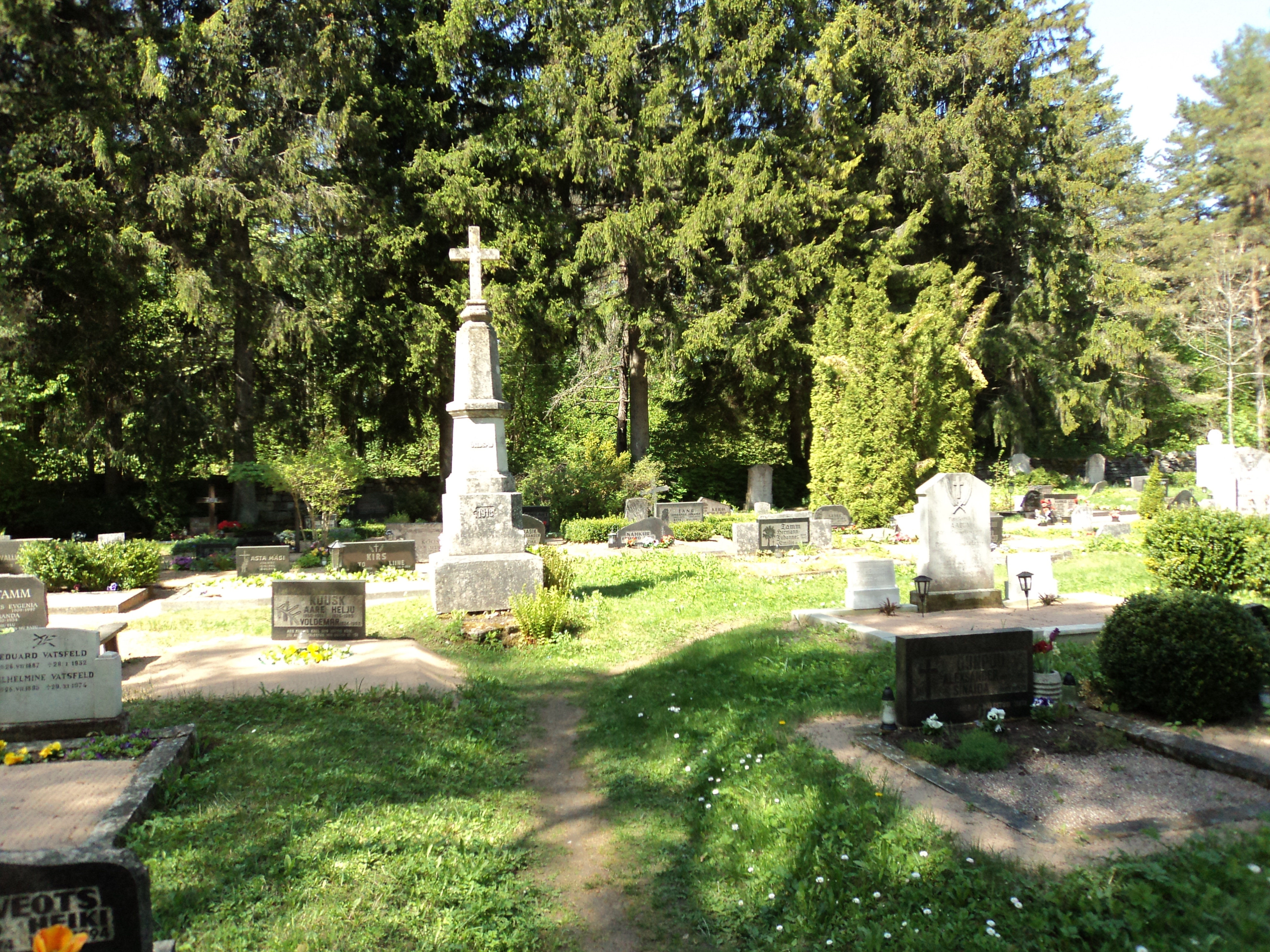
Kerkhof